# 로잘리아 롬바르도
로잘리아 롬바르도(Rosalia Lombardo. 1918년 12월 13일~1920년 12월 6 일)은 두 번째 생일을 일주일 앞두고 스페인 독감으로 인한 폐렴에 걸려 세상을 떠난 여자아이이다. 로잘리아의 죽음을 슬퍼한 그녀의 아버지, 마리오 롬바르도(Mario Lombardo)는 시신방부처리사인 알프레도 살라피아(Alfredo Salafia)에게 그녀가 남기고 간 것을 보존해 줄 것을 부탁했다. 로잘리아의 시신은  '잠들은 미인'(Sleeping Beauty)이라는 별칭으로도 불리며, 시칠리아에 있는 팔레르모 카푸친 카타콤에 안치된 최후의 시신 중 하나이다.

## 방부처리

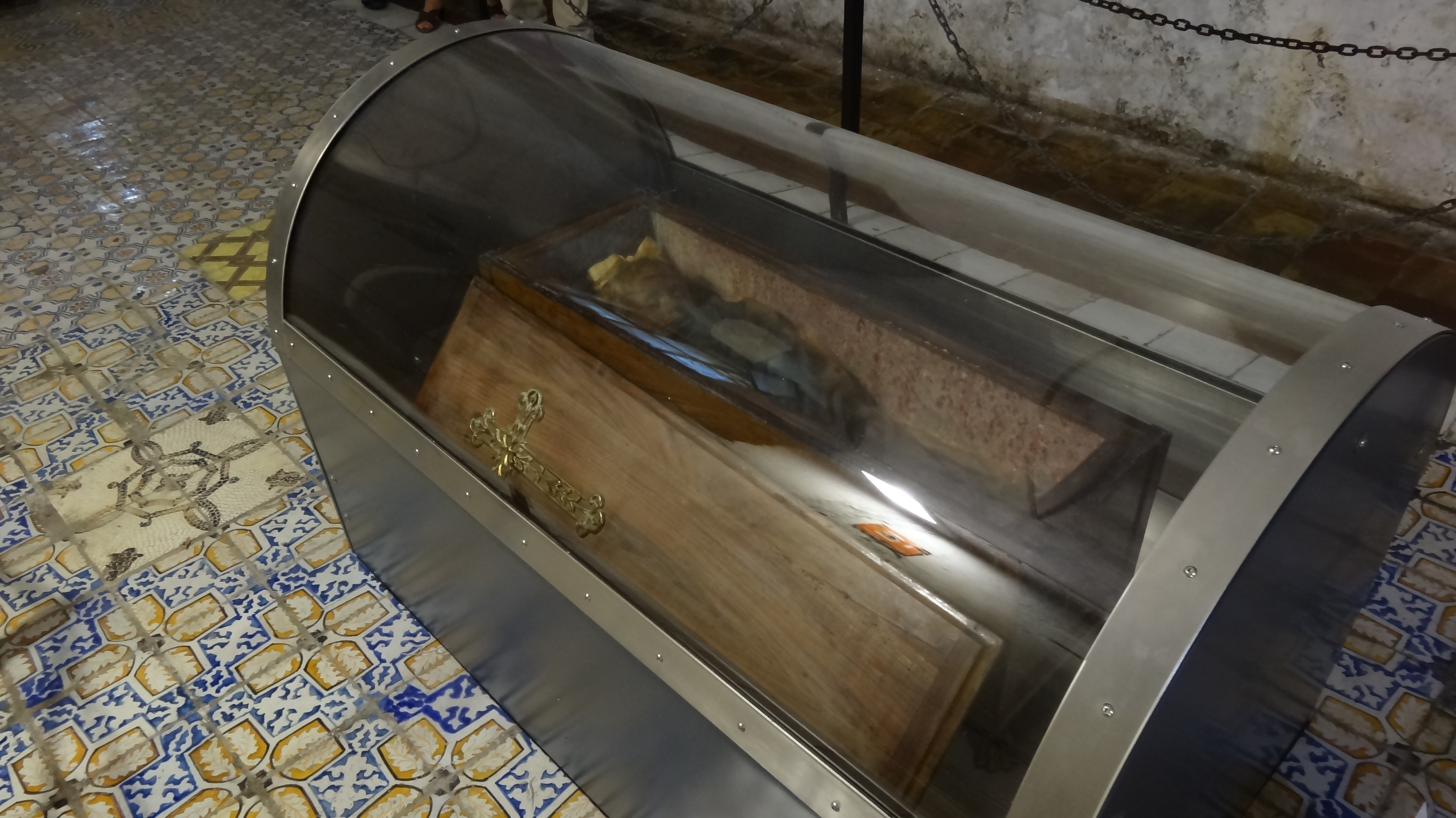
2012년에 촬영한 로잘리아의 시신

알프레도 살라피아의 시신 방부처리 기술 덕분에 시신은 잘 보존되었다. 시신에서 X-ray로 촬영했을 때에 모든 장기가 놀라울 정도로 손상되지 않았다는 사실이 밝혀졌다. 로잘리아 롬바르도의 시신은 카타콤의 복도 끝에 있는 소예배당에 안치되어 있으며 목재 받침대에 올려져 있고 유리관으로 동봉되어 있다. 2009년 내셔널 지오그래픽에서 사진을 촬영했는데, 로잘리아의 미라가 대부분 눈에 띄게 변색되고 부패되는 징후를 보이기 시작했다는 사실이 드러났다. 그녀의 몸은 노란색의 왁스질 피부결로 변해가고 있었다. 이 문제점들을 다루기 위해, 미라를 카타콤에서 가장 건조한 곳으로 옮겼으며 그녀를 담아 둔 관을 부패를 방지하기 위해 질소 가스로 채운 용접 밀폐한 유리 밀폐물에 넣었다. 현재 로잘리아의 미라는 카푸친 카타콤에서 가장 잘 보존된 시신으로 남아있다.

### 알프레도 살라피아의 미공개 원고
카푸친 카타콤의 학예사 다리오 피오비노-마스칼리 (Dario Piombino-Mascali)와 그의 동료들이 알프레도 살라피아의 미공개 원고를 발견한 것이 최초라고 주장하지만, 움베르토 디 크리스티나(Umberto Di Cristina) 교수와 공동 저자가 다리오 피옴비노-마스칼리와 그의 동료들이 그 작업을 발표하기 2년 전인 2007년 2월에 출간된 《라 디모라 델레 아니메》 (La Dimora delle Anime)라는 책에서 미공개 원고를 최초로 발견했다. 다음은《라 디모라 델레 아니메》(2007) 디 크리스티나 등 저에서 90쪽 21번 메모에 있는《알프레도 살라피아의 자필 원고와 공식의 발견. 연대기적 및 생물적 고찰》(The discovery of the Salafia handwritten manuscript and formula. Chronological and biological considerations)의 번역 내용이다.
알프레도 살라피아는 시체의 미라화 과정을 연구했으며 약물과 화학 제제를 사용하여 시신을 보존하는 방법을 연구하는 데 일생을 바쳤다. 그는 《시신 전체를 영구적으로 신선한 상태로 보존하기 위한  새로운 특별한 방법》 (Nuovo Metodo Speciale per la conservazione del cadavere umanointero alla stato permanentemente fresco)이라는 제목의 논문을 썼다. 살라피아가 이집트식부터 카푸친식까지의 다양한 미라화 방식을 간결하게 기술하고 20세기 초 동안의 유럽과 미국에서 진행된 연구에 대한 정보를 제공하는 약 30페이지의 손글씨로 구성되어 있다. 그의 논문에는 자신의 방부 처리 방법이 기술되어 있으며, 그 방법 덕분에 시신이 잘 보존된 저명한 인물들의 시신 방부 처리 과정의 역사가 기술되어 있다. 그 중에는 프란체스코 크리스피 (Francesco Crispi), 미켈란젤로 첼레지아 추기경 (Michelangelo Celesia), 팔레르모 대주교, 자코모 아르마 (Giacomo Armò) 상원의원 등이 있다.
저자들은 "알프레도 살라피아가 로잘리아 롬바르도를 방부 처리했다는 주장을 뒷받침하는 출판된 문서, 보존 자료 또는 사진 자료는 없다."고 말한다.
다리오 피옴비노-마스칼리 등이 발견한 방부 처리 공식에 따르면, '글리세린 1부, 황화아연 및 염화아연으로 포화된 포르말린 1부, 살리실산으로 포화된 알코올 용액 1부'가 기술되어 있으며, 이 혼합물이 단일 지점 주입법을 통해 체내에 들어가 , 중력식 주사를 통해 대퇴동맥에 들어갔을 가능성이 높다. 디스커버리 뉴스의 로셀라 로렌치(Rossella Lorenzi)는 포르말린이 세균을 죽이는 용도이며, 글리세린은 건조를 방지하고, 살리실산은 살점 내부의 곰팡이를 제거하는데 쓰이고, 아연염은 시신을 석화시키는 용도로 쓰였다고 보도했다.

## 눈 깜박임 현상
로잘리아의 미라는 온전한 파란색 홍채를 드러내며 하루에 여러 번 눈을 뜨고 닫는 것처럼 보이는 현상으로 인해 더 많은 악명을 얻었다. 그녀의 눈꺼풀 움직임에 대한 여러 추측에 대해 피옴비노-마스칼리는 "옆 창문을 통과하는 빛에 의해 발생하는 착시이며, 일장에 따라 낮 동안에는 변할 수 있습니다 ... (그녀의 눈은) 완전히 감겨 있지 않으며, 실제로는 한 번도 감겨본 적이 없습니다."라고 말했다.

## 미디어
2021년 언더 더 나이트 스카이(Under The Night Sky)라는 독일의 헤비메탈 밴드에서 《Rosalia (1918-1920)》라는 이름의 EP 음반을 발매했다.

## 소스
- Dario Piombino-Mascali, 2020. Lo spazio di un mattino. Storia di Rosalia Lombardo, la bambina che dorme da cento anni. Dario Flaccovio, Palermo.